# Flèche enghiennoise
La Flèche enghiennoise est une course cycliste sur route masculine disputée annuellement de 1965 à 1969 à Enghien en Belgique.

## Palmarès
| Année | Vainqueur            | Deuxième                | Troisième         |
| ----- | -------------------- | ----------------------- | ----------------- |
| 1965  | Rik Van Looy         | Gustaaf Van Vaerenbergh | Urbain De Brauwer |
| 1966  | Piet Rentmeester     | Jo de Roo               | Julien Stevens    |
| 1967  | Georges Vandenberghe | Rik Van Looy            | Frans Aerenhouts  |
| 1968  | Felice Gimondi       | Rik Van Looy            | Willy Planckaert  |
| 1969  | Roger Pingeon        | Herman Vrijders         | André Hendricks   |